# Roussy-le-Village
Roussy-le-Village è un comune francese di 1 207 abitanti situato nel dipartimento della Mosella nella regione del Grand Est.

## Società

### Evoluzione demografica
Abitanti censiti